# Cubaecola hoploderoides
Cubaecola hoploderoides är en skalbaggsart som beskrevs av Auguste Lameere 1912. Cubaecola hoploderoides ingår i släktet Cubaecola och familjen långhorningar.
Artens utbredningsområde är Kuba. Inga underarter finns listade i Catalogue of Life.